# Guiorgui Kartvelichvili
 (novembre 2015).
Guiorgui Kartvelichvili (géorgien : გიორგი ქართველიშვილი), né en 1827 à Tbilissi et décédé en 1901, est un personnage public, un homme d'affaires et philanthrope géorgien.